# Astor Piazzolla
Pour les articles homonymes, voir Piazzolla (homonymie).
Ástor Piazzolla, né le 11 mars 1921 à Mar del Plata et mort le 4 juillet 1992 à Buenos Aires, est un compositeur et bandonéoniste argentin. Il est considéré comme le musicien le plus important de la seconde moitié du XXe siècle pour la musique de tango.

## Biographie

### Enfance
Ástor Piazzolla, fils de Vicente Piazzolla et Asunta Manetti, immigrés italiens, est né à Mar del Plata, à 400 kilomètres au sud de Buenos Aires, un port de pêche qui n'est pas encore devenu une station balnéaire aristocratique. À l'âge de trois ans, il part avec ses parents pour New York.
Quand Ástor Piazzolla a huit ans, son père, passionné de tango, lui offre un bandonéon. L'enfant est déçu, il aurait préféré un saxophone, car il est alors passionné par le jazz. Un jour, alors qu'il joue dans la cour de son immeuble, Ástor découvre Jean-Sébastien Bach : c'est le pianiste Bela Wilda, ancien élève de Rachmaninoff, qui étudie neuf heures par jour. La musique de Bach l'impressionne tant qu'il veut prendre des cours avec Bela.

### Débuts musicaux
En 1936, la famille Piazzolla retourne à Mar del Plata. Ástor, alors adolescent, ne sait pas quoi faire de sa vie. Parfois, il joue du bandonéon, mais sans conviction, parce qu'il ne s'intéresse toujours pas au tango. C'est un concert du violoniste Elvino Vardaro avec son Sexteto tīpico, à Mar del Plata, qui le fait finalement changer d'avis : Ástor découvre une nouvelle manière de jouer le tango qui le passionne. Tout de suite, il forme son premier ensemble, le Cuarteto Azul, en copiant le style d'Elvino Vardaro.
En 1938, à dix-sept ans, il décide de devenir bandonéoniste professionnel et s'installe à Buenos Aires. Pendant un an, il joue dans des orchestres médiocres. Tous les soirs, il se rend au Germinal - le Broadway de Buenos Aires - où le célèbre bandonéoniste Aníbal Troilo joue avec son Orquesta típica. Quand un des bandonéonistes tombe malade, Ástor demande à son ami le violoniste Hugo Baralis (es), qui fait partie de l'orchestre, de le présenter au maestro. Comme Ástor connaît tout le répertoire par cœur, il est engagé le soir même dans l'orchestre, l'un des meilleurs de l'époque. Aníbal Troilo lui fait parfois des remontrances pour qu'il se cantonne dans les frontières strictes qui sont celles de l'orchestre.
À cette époque, les gens veulent oublier la misère des années 1930, ils ont envie de s'amuser et d'aller danser. Les salles de bal se multiplient, il y a des milliers d'orchestres de tango à Buenos Aires et un peu partout dans le pays.
Chaque orchestre a son style. Comme dans le jazz, tout le monde joue les mêmes morceaux, mais avec des arrangements particuliers. L'orchestre d'Aníbal Troilo utilise des arrangements très élaborés avec un style mélodique caractérisé par le jeu extraordinaire du bandonéoniste à la fois soliste et chef d'orchestre.
Très vite, Piazzolla commence à écrire des arrangements pour cet orchestre, et à composer des tangos. Mais le jeune bandonéoniste n'est pas satisfait de ce travail nocturne. Il veut être un « vrai » compositeur de musique classique. En 1941, le compositeur Juan José Castro lui conseille d'étudier avec le jeune Alberto Ginastera. Celui-ci lui charpente une sérieuse culture néo-classique, nationaliste, que Piazzolla va peu à peu introduire dans le tango. Il assiste souvent les après-midi aux répétitions de l'orchestre symphonique du théâtre Colón.

### L'Orquesta Típica - 1944 à 1954
En 1944, il abandonne l'orchestre de Troilo et dirige celui qui accompagna le fameux chanteur Francisco Fiorentino (es). À partir de 1946, Piazzolla commence à lâcher la bride à sa créativité. Peu de temps après, il crée son propre orquesta típica. Le style est immédiatement identifiable et exigeant. Les musiciens ne parlent que de Piazzolla, il est déjà en avance sur son époque. Par manque de travail il est obligé de dissoudre la formation en 1949. Au début des années 1950, Ástor Piazzolla, continue son activité d'arrangeur pour les orchestres d'Anibal Troilo, Osvaldo Fresedo, Francini-Pontier. Il écrit des tangos de belle facture : Preparense, Lo Que Vendra, Contratiempo, Triunfal, Tanguango, Fugitiva ou Con el cielo en la manos.
Au début des années 1950, il pense sérieusement à abandonner le tango pour se consacrer à une carrière de compositeur de musique savante et s'éloigner ainsi du tango, musique populaire. Sous la tutelle de Ginastera, Piazzolla écrit plusieurs œuvres de jeunesse dont Sinfonietta, Coral y Canyengue ou Tres Movimientos "Buenos Aires". C'est avec cette dernière œuvre qu'il reçoit le premier prix de composition Fabien-Sevitzky et une bourse pour étudier à Paris.

### Paris
Avant de partir pour l'Europe, Piazzolla ne voulait plus être un tanguero. Il est frustré. Il s'identifie plus à Bartók, Stravinsky, qu'à Anibal Troilo ou Julio De Caro. En septembre 1954, avec son épouse Dédé Wolf, il arrive à Paris pour travailler avec Nadia Boulanger, grande pédagogue de son temps, directrice du Conservatoire américain de Fontainebleau. Il présente ses œuvres pour orchestre à Nadia Boulanger. Elle étudie les œuvres du jeune compositeur et critique le manque de personnalité de ses compositions. Au bout de quelque temps, intriguée, elle lui demande ce qu'il faisait avant de venir chez elle. Honteusement, Piazzolla lui révèle qu'il est bandonéoniste et qu'il joue du tango. Elle lui demande de jouer une de ses compositions. Il joue au piano Triunfal. Elle s'emploie alors à mettre en lumière chez lui un concept très à la mode à cette époque comme en d'autres : utiliser les musiques populaires comme un inépuisable vivier d'idées, tout en l'enrichissant d'un langage évolué et contemporain : la personnalité et la révélation. Entre septembre 1954 et le 14 février 1955, on dénombre 12 rendez-vous dans les agendas à la BNF de Nadia Boulanger.
Les paroles de Nadia Boulanger bouleversent tellement Ástor Piazzolla qu'il se met à travailler comme un possédé. Il commence à appliquer à la lettre ce concept dès la fin 1954. Sous l'impulsion d'Yves Baquet des éditions Universelles, Ástor Piazzola écrit 14 titres (Chau Paris, Sens Unique, Picasso, Marron y Azul etc.) sur les 16  qui sortiront sur les labels Festival, Vogue et Barclay. Il s'entoure d'une section de cordes avec des musiciens de l'Opéra de Paris, Lalo Schifrin est au piano sur la session du 17 janvier 1955 — Martial Solal participera aux deux autres sessions.
Le 24 mars 1955, avec sa compagne ils s'envolent vers Hambourg afin de rentrer à Buenos Aires en bateau, via Montevideo.

### Orquesta de Cuerdas y Octeto Buenos Aires
Quand Piazzolla retourne à Buenos Aires en avril 1955, il fonde le fameux Octeto Buenos Aires avec Mario Francini, Hugo Baralis (violon), Leopoldo Federico (bandoneon), Atilio Stampone (piano), José Bragato (violoncelliste), Eduardo Vasalo (contrebasse) et Horacio Malvicino (guitare électrique). Il n'est composé que de jeunes et grands leaders d'orchestres de l'époque, ce qui donne une légitimité supplémentaire à ce projet. Piazzolla introduit la guitare électrique et les chorus bebop de Malvicino apportent une couleur des plus modernes à l'ensemble. L'Octeto Buenos Aires adopte un répertoire composé de 50 % de tangos traditionnels (Negracha, A fuego lento et Los mareados), 25 % de compositions de Piazzolla (Marron y azul et Tango Ballet), 25 % de composition des membres du groupe (Cabulero, Tangology et Tema Otoñal).
Il enregistre deux disques LP et un 78 tours avec cette formation qui suscitent la controverse, la polémique, un cataclysme et une guerre ouverte entre les tenants de la tradition et ceux qui se réclament de Piazzolla[réf. nécessaire]. Leopoldo Federico se souvient des répétitions prévues au dernier moment dans le secret car des hommes les attendaient devant leur local pour leur casser la figure[réf. nécessaire]. Il raconta qu'un jour tous les musiciens étaient prêts à commencer le concert ; on cherchait Piazzolla partout, jusqu'au moment où une émeute ronfla du fond de la salle. Piazzolla était au cœur de la mêlée. Il se battait avec rage contre ses détracteurs.
L'Octeto est dissous en 1958, il n'est pas viable et personne ne veut prendre le risque de programmer leur musique. Après cette expérience, Ástor Piazzolla relègue la guitare à un rôle d'accompagnement dans le quintette.
A la même époque, il organise un projet autour d'une section de cordes, un piano et un bandonéon qui rappelle les sessions parisiennes. Il a pour solistes le mythique violoniste Elvino Vardaro, le pianiste virtuose Jaime Gossis et le violoncelliste José Bragato qui seront des vecteurs importants de la musique de Piazzolla à cette époque. Il montre toute son habileté dans l'écriture pour cordes baignée du romantisme hollywoodien. Il compose une partie du répertoire où l'on retrouve Tango del ángel (Tango de l'ange) et Tres minutos con la realidad (« Trois minutes avec la réalité »), Melancólico Buenos Aires, Lo que vendra (« Ce qui viendra »). L'essentiel de la musique de ce projet est gravé sur deux enregistrements : Lo Que Vendra pour le label uruguayen Antar Telefunken (avec la section de cordes de la Radio S.O.D.R.E.) et le LP Tango en HIFI pour le label Music-Hall (avec la section de cordes de Radio El Mundo).

### New York
En 1958, il part à nouveau à New York avec toute sa famille. Il souhaite que sa carrière prenne les mêmes chemins que Lalo Schifrin. Il tente d'opérer une fusion entre tango et jazz qui échoue et qu'il critiquera vivement par la suite. C'est une période économiquement et artistiquement très compliquée. En 1959, le père de Piazzolla meurt à Mar del Plata, mais Ástor n'a pas l'argent pour rentrer en Argentine. Il compose la pièce emblématique Adiós Nonino. Cette œuvre l'accompagnera tout le reste de sa vie sous divers arrangements et orchestrations.

### Le Quinteto Tango Nuevo (première époque)
Il retourne à Buenos Aires en 1960 et crée une autre formation, le Quinteto Nuevo Tango. Il s'entoure de musiciens emblématiques et progressifs de la scène tanguera de Buenos Aires: Simón Bajour puis Elvino Vardaro au violon, Jaime Gossis au piano, Horacio Malvicino à la guitare électrique et Kicho Díaz à la contrebasse. Durant les années 1960, il écrit la majeure partie de son œuvre. Decarissimo, Adiós Nonino, Buenos Aires Hora Cero, Seria del Angel (Introducción al ángel, Milonga del ángel, Muerte del ángel et Resurrección del ángel), qui sont, parmi toutes ses compositions, les plus enregistrées et interprétées dans les décennies suivantes. Ce quintette est la formation parfaite pour Piazzolla. Il y trouve un équilibre qui le galvanise et l'inspire. Piazzolla est aussi un interprète extraordinaire et un chef de groupe des plus inspirés. Son écriture est sans concession et sa musique se détache de plus en plus de la forme standard du tango populaire. Piazzolla fait une synthèse du tango des années 1940 et insère les éléments progressifs de la musique néoclassique de ces mêmes années (Bartok, Stravinsky) et du Jazz Hard-Bop.
En 1962, sur les conseils de Nito Farace, il incorpore le violoniste de Rosario Antonio Agri et Oscar López Ruiz à la guitare électrique.
Piazzolla enregistre en 1965 des tangos et milongas composés sur des poèmes de l'écrivain Jorge Luis Borges avec le chanteur Edmundo Rivero et l'acteur Luis Medina Castro. C'est un disque culte dans l'histoire du Tango, même si Borges n'est guère satisfait du résultat.
À partir de 1967, Osvaldo Manzi, Dante Amicarelli et Osvaldo Tarantino remplaceront tour à tour Jaime Gossis jusqu'en 1974, année où Piazzolla dissout le Quinteto de Tango Nuevo.

### Maria de Buenos Aires
Piazzolla s'associe avec le poète uruguayen Horacio Ferrer. En 1968, ils écrivent ensemble l'opérette Maria de Buenos Aires. Cette œuvre est un ovni dans la production piazzollienne. Écrite en deux parties, elle mêle instrumental, récitation, chanson, chœur monocorde enregistré. Maria de Buenos Aires anime la controverse en s'attaquant à la religion catholique. Elle rejette le tango traditionnel. Le texte surréaliste est sujet à la critique. C'est un désastre commercial, Piazzolla engloutit tout son argent dans ce projet. Cependant Piazzolla révèle Amelita Baltar qui deviendra l'égérie de toutes les chansons du binôme Piazzolla/Ferrer : Chiquilín de Bachín, Preludio el año 3001 et Balada para un loco, plus inspirées par la variété que par le tango.

### Le Conjunto Nueve

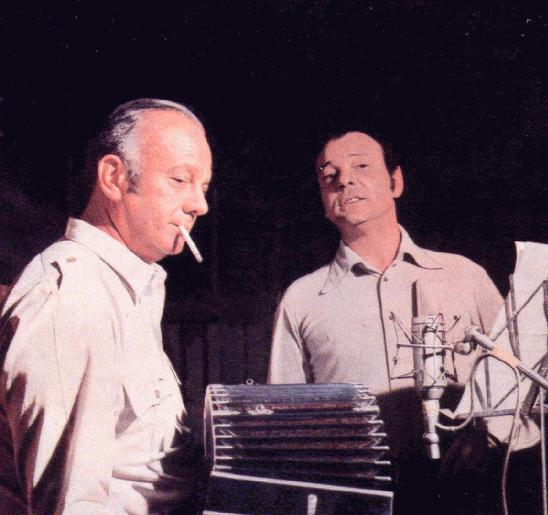
Ástor Piazzolla et Horacio Ferrer en 1970

En 1970, Ástor Piazzolla souhaite s'inspirer de Miles Davis, il veut innover chaque année. Piazzolla monte ainsi un nouvel ensemble, le Conjunto 9, avec lequel il enregistre deux disques. Il complète son quintette avec un quatuor à cordes et une batterie. Très inspiré par ce nouveau projet, il compose Vardarito, Tristezas de un Doble A, 3X4, Homenaje a Cordoba, La serie 9 (Onda 9, Fuga 9, Preludio 9, Divertimiento 9). Pour le Conjunto 9, il crée en 1972 le Concierto de Nácar para 9 tanguistas y orquesta (concerto grosso).

### Rome
En 1974, sous l'impulsion de son éditeur Aldo Pagani, Piazzolla part vivre à Rome avec Amelita Baltar. Il s'entoure de musiciens de circonstance pour produire une musique tournée vers le grand public. Le Jazz Rock est clairement au centre de l'inspiration du compositeur argentin. Il souhaite encore une fois toujours plus se démarquer et s'imposer commercialement sur la scène européenne. La même année, Piazzolla enregistre l'album Libertango qui est publié dans le monde entier, États-Unis compris. Piazzolla se rapproche à nouveau du jazz par l'album Summit - Reunión cumbre, avec le saxophoniste Gerry Mulligan.
En 1975, c'est à Rome qu'il apprend le décès d'Anibal Troilo, il lui dédie la Suite Troileana. Puis il écrit la suite éponyme pour le film Lumière de Jeanne Moreau. En septembre 1975, il quitte Rome pour Buenos Aires. C'est avec l'Octeto Electronico qu'il fonde à son retour qu'il ira le plus loin dans la fusion entre tango et jazz-rock. Pour une tournée en Europe en 1978, il s'entoure de jeunes musiciens de la scène rock argentine. Ils donneront pendant un mois des concerts mémorables en première partie de Georges Moustaki à l'Olympia.

### Le Quinteto Tango Nuevo (seconde époque)
De 1979 à 1988, Ástor Piazzolla renoue avec son quintette d'avant. Il convoque de jeunes musiciens de la scène de Buenos Aires avec Fernando Suárez Paz au violon, Pablo Ziegler au piano, Héctor Console à la basse et Oscar López Ruiz puis Horacio Malvicino à la guitare. Le succès est fulgurant. Il multiplie les tournées à l'étranger. Son écriture redevient exigeante. C'est à cette époque qu'il écrit Escualo, Biyuya, Milonga Loca, la suite La Camorra, Contrabajissimo ou Tanguedia. Il reçoit le soutien de la scène jazz, l'improvisation s'installe de plus en plus dans sa musique (Tristezas de un doble A, Chin-Chin). En 1986, il invite régulièrement le vibraphoniste américain Gary Burton pour interpréter la suite pour vibraphone et quinteto.
C'est à cette époque que les commandes d'écriture affluent (films, Four For tango pour le Kronos quartet, l'Histoire du Tango pour flûte et guitare, concertos Aconcagua et Homenaje a Liège, Five Tango Sensations et la sonate Le Grand Tango pour Mstislav Rostropovitch). Mais Ástor Piazzolla n'est pas vraiment conscient de cette reconnaissance. Il devra se battre jusqu'au bout contre ses détracteurs, alors que le tango nuevo reçoit enfin la considération qu'il mérite.

### Le Sexteto Nuevo Tango
1988 est une année compliquée. Piazzolla est opéré d'un quadruple pontage coronarien et il décide de dissoudre le quintette qui lui donna une notoriété mondiale. Après dix années de concerts et de tournées internationales, il forme un groupe qui rappelle l'Octeto Buenos Aires, un sextuor qu'il organise dès 1989. C'est une remise en cause artistique importante pour lui. Piazzolla est encore affaibli par des problèmes de santé, pour le soutenir il ajoute un second bandonéon, Julio Pane (très vite remplacé par Daniel Binelli). Du quintette, il conserve  le contrebassiste Hector Console (remplacé ensuite par Angel Ridolfi) et le guitariste Horacio Malvicino. Il convoque Gerardo Gandini, pianiste-compositeur atypique et spécialisé dans les musiques contemporaines écrites ou improvisées. Il rappelle au violoncelle son vieux complice de toujours, José Bragato (remplacé ensuite par Carlos Mozzi).
Lors des premiers concerts, Piazzolla ressort de vieilles compositions de son vaste répertoire pour les adapter à cette nouvelle formation : Tres minutos con la realidad et Tango ballet (1956), Imagenes 676, un nouvel arrangement de Luna (retrato de Nilton) ou (Buenos Aires) Hora Cero. La musique est sombre et résolument contemporaine. Il écrit aussi de nouvelles pièces (sex-tet et Preludio y Fuga). Mais rapidement, la santé de Piazzolla se dégrade, ses rapports avec les musiciens sont de plus en plus compliqués et il n'est pas convaincu par ce projet ; il dissout le Sexteto le 5 novembre 1989 après un concert au Victoria Hall de Genève.
Il souhaite alors orienter sa carrière vers un rapprochement avec la musique classique, abandonnant ainsi l'idée de diriger des ensembles avec des musiciens de tradition tanguera. Mais dans une interview de la même année, il n'abandonne pas totalement l'idée de reformer le quinteto.
Il passera le début des années 1990 en tournée avec le quatuor italien Montova Quartet interprétant sa suite Five tango Sensations ou en soliste, jouant ses concertos et ses pièces avec orchestre. Le projet d'écrire un opéra avec le parolier Pierre Philippe sur la vie de Carlos Gardel ne verra pas le jour.

### Épilogue

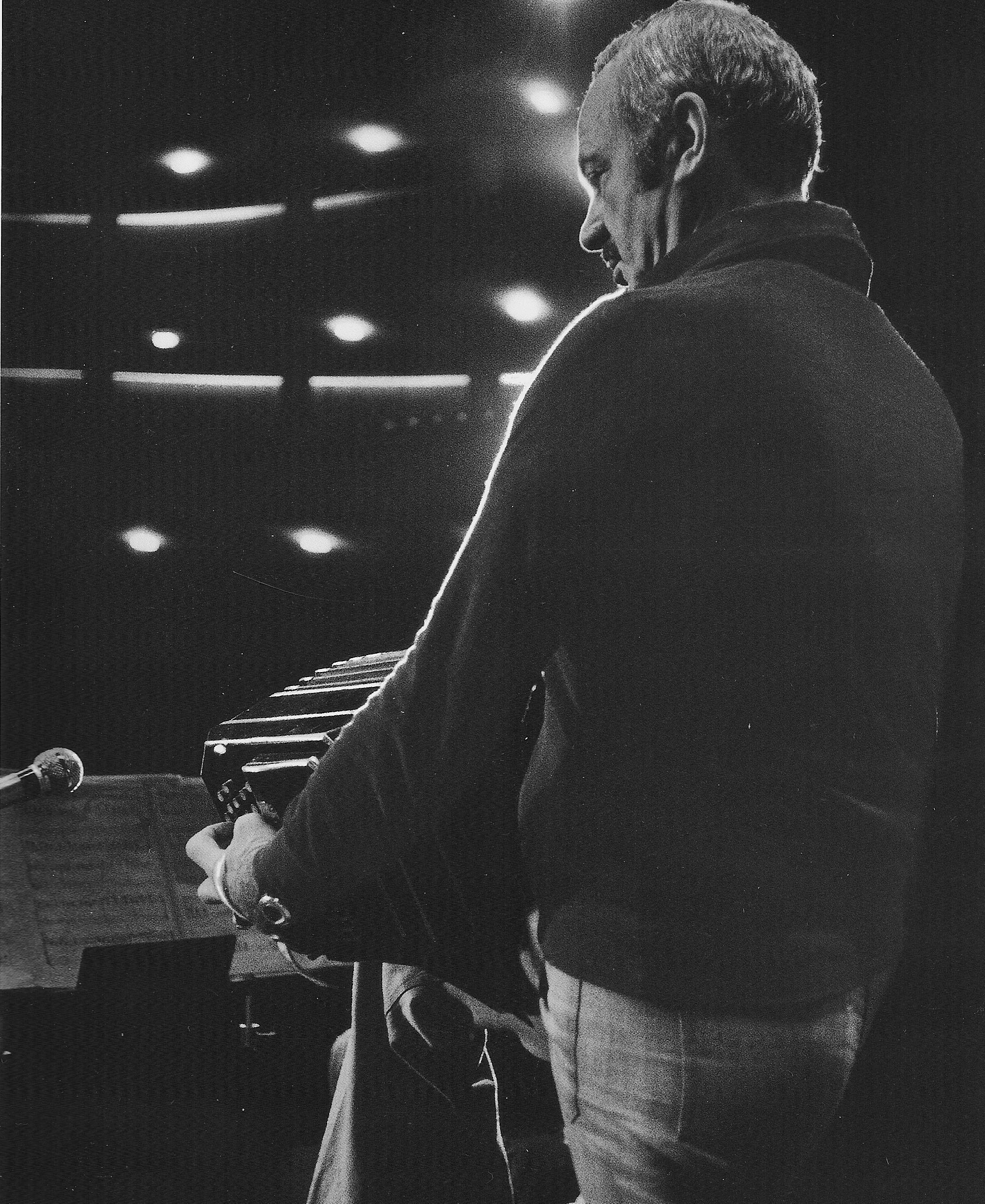
Ástor Piazzolla (1975).

Le 5 août 1990, il est victime à Paris d'une thrombose cérébrale qui le laissera paraplégique. Il meurt à Buenos Aires le 4 juillet 1992.
Ástor Piazzolla s'est confié à Natalio Gōrin en ces termes : « J'écoute du Tango depuis l'âge de huit ans et je reconnais que certains de ces grands musiciens ont influencé ma musique. Je les respecte parce qu'ils ont trouvé un style propre. Quand on crée, il faut avoir son propre style. Sans style, il n'y a pas de musique. ».
Lorsque les « tangueros » orthodoxes, dans les années 1950 et 1960, affirmèrent que ce qu'il faisait « n'était pas du tango », il répondit en formulant une définition nouvelle : « C'est la musique populaire et contemporaine de la ville de Buenos Aires », c'est-à-dire… du tango. Mais un tango nouveau et libéré. Piazzolla est le précurseur et principal représentant du tango d'avant-garde. La personnalité de Piazzolla, irrévérencieuse et passionnée jusqu'à l'intolérance, comportait sans aucun doute ces deux éléments — passion et irrévérence — qu'il a souvent su mêler intimement dans ses morceaux, faisant de lui le personnage unique du panthéon argentin que le monde entier a parfois su apprécier avant son propre pays.

## Discographie
Cette discographie ne comporte que les enregistrements produits de son vivant. Les disques posthumes ne sont pas mentionnés.
Disque 78 T odéon 279 983 : Ástor Piazzolla orchestre typique
A : cargamento (vocal aldo campodamo) matrice c 16989
B : ahi val el dulce matrice 16990
- Sinfonía de Tango (1955)
- Tango Progresivo (Octeto Buenos Aires) (1957)
- Tango Moderno (Octeto Buenos Aires) (1957)
- Tango en Hi-Fi (1957)
- Lo Que Vendrá (1957)
- 5 año national (1960)
- Piazzolla interpreta a Piazzolla (1960)
- Piazzolla o no? Bailable y apiazolado (1961)
- Nuestro Tiempo (1962)
- Tango para una ciudad (1963)
- Tango Contemporáneo (1963)
- 20 años de Vanguardia (1964, Philips LP 85510 PY)[7]
- Concierto en el Philharmonic Hall de New York (1965)
- Historia del Tango Vol 1. La guardia Vieja (1967)
- Historia del Tango Vol 2. Epoca Romántica (1967)
- Maria de Buenos Aires (1968)
- Amelita Baltar interpreta a Piazzolla y Ferrer (1969)
- Adiós Nonino (1969)
- Concierto para quinteto (1970)
- Pulsación (1970)
- Musica contemporanea de la Cdad, de Bs. As. Vol 1 (1971)
- Musica contemporanea de la Cdad, de Bs. As. Vol 2 (1972)
- Libertango (1974)
- Reunión Cumbre (Summit) (1974) invité : Gerry Mulligan
- With Amelita Baltar (1974)
- Suite Troileana (1975)
- Viaje de Bodas (1975)
- Il Pleut Sur Santiago (1976) B.O.
- Persecuta o Piazzolla 77 (1977)
- Chador o Piazzolla 78 (1978)
- Biyuya (1979)
- Enrico IV (1984) B.O.
- El Exilio De Gardel (1985) B.O.
- Tango: Zero Hour (1986)
- The New Tango (1987) invité : Gary Burton
- Sur (1988) B.O.
- La Camorra: The solitude of passionate provocation (1989)
- Hommage a Liège : Double Concerto pour Bandonéon et Guitare/Histoire du Tango (1988), avec l'Orchestre philharmonique royal de Liège dirigé par Leo Brouwer. Concerto interprété par Piazzolla et Cacho Tirao, l'Histoire du Tango par Guy Lukowski et Marc Grauwels.
- The Rough Dancer and the Cyclical Night (Tango Apassionado) (1991)
- Five Tango Sensations (1991) avec le Kronos Quartet.

## Sa musique au cinéma et à la télévision
Ástor Piazzolla compose Oblivion en 1984 pour le film Henri IV du réalisateur italien Marco Bellocchio.
Ástor Piazzolla a aussi écrit la musique du film Tangos, l'exil de Gardel, pour laquelle il a reçu un César en 1986.
Introduccion, extrait de la Suite Punta del Este, est utilisé comme un leitmotiv dans le film L'Armée des douze singes (Twelve Monkeys) de Terry Gilliam. Cette musique se retrouve au générique mais aussi tout au long des intrigues du film. Il s'agit également du générique de l'émission Rendez-vous avec X, sur France Inter.
Le thème Introducción est aussi utilisé dans Les Simpson : on peut en entendre une partie dans l'épisode La Chorale des péquenots.
Tango Apasionado est utilisé dans Happy Together de Wong Kar-wai en 1997.
Le documentaire Parlez-moi du Che (1987), réalisé par Jean Cormier et Pierre Richard et tourné à Cuba, utilise la musique d'Ástor Piazzolla dans sa bande originale.

## Honneurs
L'astéroïde (12102) Piazzolla porte son nom.